# Gliese 208
Gliese 208 (Gj 208) ist ein Roter Zwergstern mit einer scheinbaren Helligkeit von 8.9. Er befindet sich im Sternbild Orion und ist aktuell etwa 37 Lichtjahre von der Sonne entfernt.
Die Spektralklasse von Gj 208 liegt geschätzt zwischen K6 und M1. Zwei der aktuellsten Beobachtungen geben die statistisch kalkulierte Spektralklasse mit K7.9 oder M0.0Ve an. Es ist ein kalter Zwergstern und wahrscheinlich auch ein spektroskopischer Doppelstern.
Berechnungen von 2010 haben ergeben, dass dieser Stern unser Sonnensystem vor etwa 500.000 Jahren in einer Entfernung von etwa 5 Lichtjahren passiert hat.
Gj 208 ist ein RS-Canum-Venaticorum-Stern, ein nahes Doppelsternsystem, welches geringe Helligkeitsschwankungen, bedingt durch chromosphärische Aktivitäten, zeigt. Seine sichtbare Helligkeit schwankt um etwa eine viertel Magnitude innerhalb einer Periode von 12.285 Tagen.